# Pseudepipona graciliventris
Pseudepipona graciliventris är en stekelart som beskrevs av Giordani Soika. Pseudepipona graciliventris ingår i släktet Pseudepipona och familjen Eumenidae. Inga underarter finns listade i Catalogue of Life.